# جيزيلا ستورز
جيزيلا ستورز (بالإنجليزية: Gisela Storz)‏ هي عالمة أحياء دقيقة في معهد يونيس كينيدي شرايفر الوطني لصحة الطفل والتنمية البشرية (NICHD) في المعاهد الوطنية للصحة (NIH). وهي عضو في الأكاديمية الوطنية للعلوم.

## حياتها
حصلت جيزيلا ستورز «جيجي» ستورز على درجة البكالوريوس في الكيمياء الحيوية عام 1984 من جامعة كولورادو بولدر ثم أكملت الدكتوراه في الكيمياء الحيوية من جامعة كاليفورنيا بيركلي في مختبر بروس أميس في عام 1988 حيث اكتشفت أن (OxyR) تستشعر إجهاد بيروكسيد الهيدروجين في استجابة أكسدة القولون. تدربت لفترة وجيزة كزميل ما بعد الدكتوراه في المعهد الوطني للسرطان مع سانكار آديا في عام 1989 وفي كلية الطب بجامعة هارفارد مع فريدريك م. أوسوبيل من عام 1989 إلى عام 1991.

وانضمت إلى المعهد الوطني لصحة الطفل والتنمية البشرية في المعاهد الوطنية للصحة في عام 1991 وحاليًا ترأس القسم المتعلق بتنظيم الجينات البيئية.

## ابحاثها

تفاعل mRna

تشمل اهتمامات جيزيلا ستورز البحثية توصيف الحمض النووي الريبي الصغير (حمض نووي ريبوزي صغير)غير المشفر والبروتينات الصغيرة لـ 50 من الأحماض الأمينية أو أقل.

لوجو جامعة كاليفورنيا بيركلي

كان التركيز المبكر لأبحاثها هو دراسة عوامل النسخ الحساسة للأكسدة والاستجابات البكتيرية والخميرة للإجهاد التأكسدي. اكتشفت أن نشاط عامل النسخ الإشريكية القولونية (OxyR) الذي أصبح نموذجًا الآن لبروتينات أخرى حساسة للأكسدة ينظمه تكوين رابطة ثنائي كبريتيد عكسي ويوضح كيف يتحكم تكوين رابطة ثنائي كبريتيد في التوطين النووي لعامل النسخ (Saccharomyces cerevisiae Yap1). و نتيجة لاكتشاف مجموعتها المصادفة لـ OxyS حمض نووي ريبوزي وهو واحد من أول الحمض النووي الريبي التنظيمي الصغير الذي تم اكتشافه وتحول الانتباه إلى التعرف على الجينوم وتوصيف الحمض النووي الريبي التنظيمي الصغير في الكائن الحي النموذجي (Escherichia coli). كشف العمل على الحمض النووي الريبي الصغير في مختبر دكتورة جيزيلا ستورز أن مرافقة الحمض النووي الريبي تحفز اقتران غالبية الحمض النووي الريبي الصغير بأهداف (حمض نووي ريبوزي رسول) وأن الحمض النووي الريبي الصغير جزء لا يتجزأ من معظم الدوائر التنظيمية في البكتيريا. أثناء تحديد هذه (RNAs) الصغيرة اكتشف مختبرها أن بعض هذه (RNAs) الصغيرة (حمض نووي ريبوزي صغير)ترميز البروتينات الصغيرة التي تم تجاهلها سابقًا لأنها لم يتم اكتشافها في العديد من المقاييس البيوكيميائية التقليدية والجينات المقابلة لها ضعيفة. و أظهرت مجموعتها البحثية أن أحد هذه البروتينات الصغيرة (AcrZ) ترتبط ببروتين مضخة التدفق متعدد الأدوية (AcrB) للتأثير على قدرته على تصدير فئات معينة من المضادات الحيوية. يسعى مختبر (Storz) إلى تحديد وتمييز وظيفة البروتينات الصغيرة الأخرى من الإشريكية القولونية حاليًا.

Non-coding RNA

## الجوائز والتكريمات
حصلت جيزيلا ستورز على الجوائز والتكريمات الأتية:
- انتخبت في الأكاديمية الأمريكية لعلم الأحياء الدقيقة في عام 2002.[5]
- حصلت على جائزة مدير المعاهد الوطنية للصحة في عامي 2007 و 2014.
- انتخبت في الأكاديمية الأمريكية للفنون والعلوم عام 2011.[6]
- انتخبت للأكاديمية الوطنية للعلوم في عام 2012.[7]

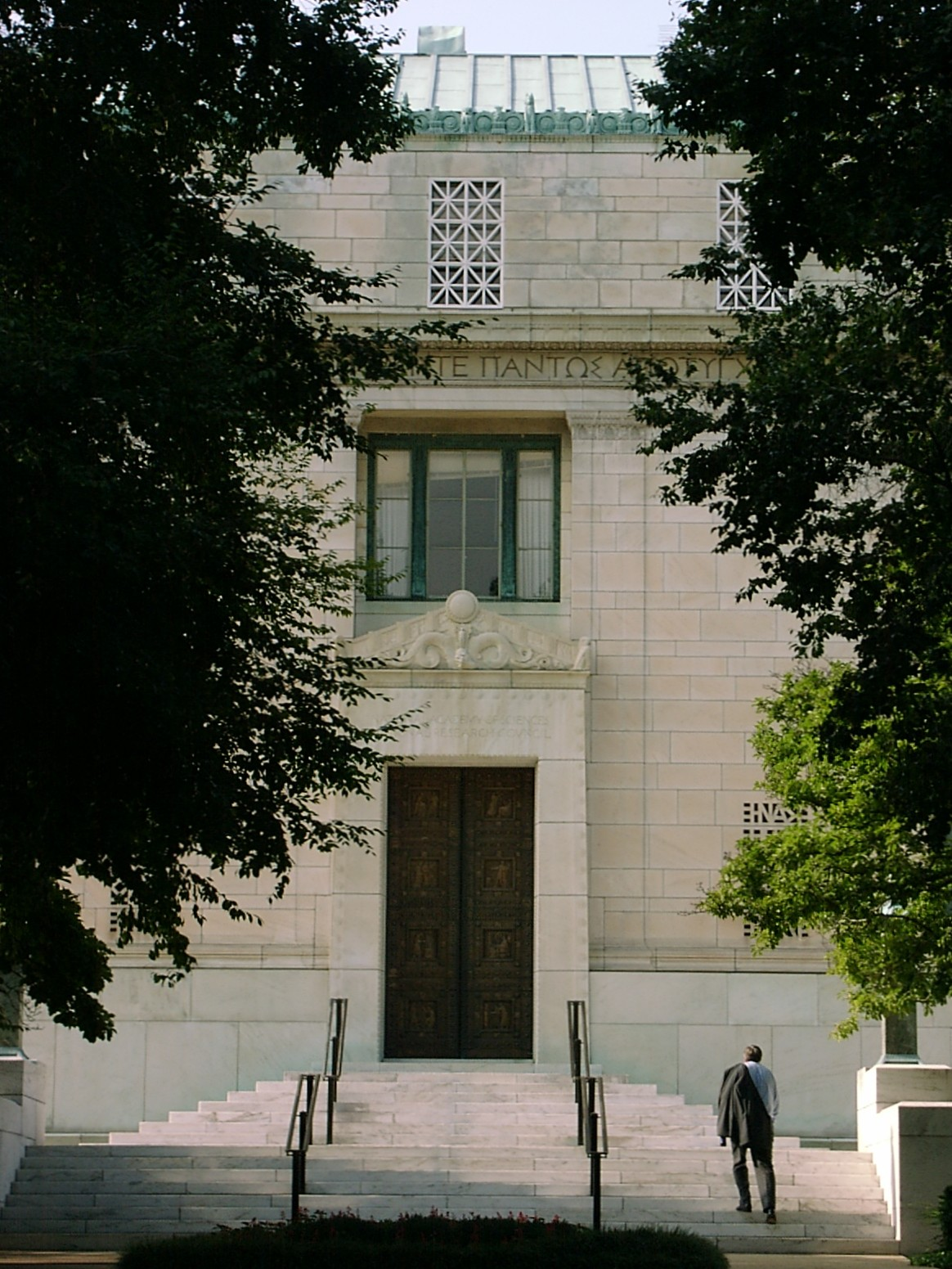
الأكاديمية الوطنية للعلوم

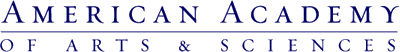
الأكاديمية الأمريكية للفنون والعلوم